# Gracixalus carinensis
Gracixalus carinensis es una especie de rana que habita en Birmania, Tailandia y Vietnam. Se encuentra amenazada de extinción debido a la destrucción de su hábitat natural.